# Эфиопский демократический союз
Эфиопский демократический союз (амх. የኢትዮጵያ ዴሞክራሲያዊ ህብረት), также Теранафит — эфиопская антикоммунистическая повстанческая организация и правая политическая партия. Создан в 1974 году консерваторами и монархистами — противниками марксистско-ленинского режима ДЕРГ, социальной базой выступали бывшие землевладельцы и крестьяне  Тыграя. Вёл вооружённую борьбу против режима. После окончания гражданской войны перешёл на либеральные республиканские позиции. Выступил соучредителем Эфиопской партии демократического единства. Основатель и бессменный лидер — лиуль рас Мангаша Сейюм.

## Организация консервативных антикоммунистов
В сентябре 1974 года в Эфиопии произошёл военный переворот. Была свергнута монархия, арестованы члены императорской семьи во главе с Хайле Селассие I. К власти пришла марксистско-ленинская группа ДЕРГ во главе с Менгисту Хайле Мариамом. Установился режим «реального социализма».
Начались массовые репрессии. Из Тыграя в Аддис-Абебу был вызван лиуль рас Мангаша Сейюм (член императорской фамилии, сын Сейюма Мангашы, правнук Йоханныса IV). Вызов с большой вероятностью означал смертную казнь. Мангаша Сейюм отказался прибыть в столицу, скрылся в труднодоступном районе и организовал повстанческий Эфиопский демократический союз (ЭДС).

## В гражданской войне
В ЭДС объединились консерваторы и монархисты — бывшие офицеры императорской армии, земельные собственники, иногда представители антикоммунистической интеллигенции (особенно учителя), священнослужители Эфиопской православной церкви. Социальную базу составили консервативно настроенные крестьяне Тыграя, недовольные экономической политикой ДЕРГ (прежде всего национализацией земли). Основными руководителями ЭДС являлись лиуль рас Мангаша Сейюм, императорский генерал Нега Тегне и известный агроменеджер Шалека Атано Васи, Сейюм Мангаша-младший (сын Мангаши Сейюма), члены императорской фамилии Алене Деста и Мулугета Деста (двоюродные братья Аиды Десты, жены Мангаши Сейюма).
Целью организации было заявлено вооружённое свержение коммунистического режима ДЕРГ. Несмотря на феодально-монархическое происхождение, официально ЭДС позиционировался как демократическая организация, будущим государственным устройством Эфиопии предлагалась конституционная монархия.
ЭДС активно участвовал в эфиопской гражданской войне на её начальном этапе. Штаб-квартиры базировалась за границей, Лондоне и Хартуме (президент Судана Джафар Нимейри проводил в то время жёстко антикоммунистическую и антисоветскую политику). Из Судана велась радиопропаганда на Эфиопию. Повстанческие формирования ЭДС под командованием опытных военных вели активную вооружённую борьбу с войсками ДЕРГ. Особые успехи были достигнуты в пограничном с Суданом регионе Бэгемдыр. В 1976—1977 боевики ЭДС осаждали крупный город Гондэр. Советские международные обозреватели характеризовали ЭДС как «самую реакционную и агрессивную» организацию Эфиопии. Проходила информация об оперативной и финансовой поддержке ЭДС со стороны ЦРУ США и спецслужб Саудовской Аравии.
После присоединения к ЭДС сепаратистской группировки в Ында-Сылласе организация неформально получила второе название — Теранафит.
ЭДС не брезговал различными методами — так, группу считали ответственной за погром эфиопских евреев в 1978 году, когда калечили и убивали даже детей, женщин насиловали, мужчин кастрировали, а захваченных людей продавали в рабство.
Антиправительственное сопротивление в Эфиопии состояло из разнородных организаций, зачастую враждебных друг другу. Отношения ЭДС с левыми Эфиопской народно-революционной партией (ЭНРП) и Народным фронтом освобождения Тыграй (НФОТ) были крайне напряжёнными. В самом ЭДС существовали резкие противоречия между тыграйским ядром и иными этнорегиональными элементами. Эти факторы сильно подрывали военно-политические позиции ЭДС. Основные военные поражения ЭДС потерпел не столько от правительственных войск, сколько от формирований НФОТ в Тыграе.
В организации произошёл раскол, после чего повстанческая активность снизилась, хотя атаки продолжались до 1981. Сторонники Мангашы Сейюма сосредоточились в основном на политической пропаганде в эфиопской эмиграции. В этот период было достигнуто примирение и установлены союзные отношения с ЭНРП (несмотря на леворадикальный характер и марксистскую идеологию этой партии).

## Праволиберальная партия
Гражданская война в Эфиопии завершилась в 1991 году падением режима Менгисту. (Главную роль в этом сыграл НФОТ, ставший ядром Революционно-демократического фронта эфиопских народов.) ЭДС входил в Коалицию эфиопских демократических сил — объединение организаций, боровшихся против режима. При этом ЭДС был единственной правой структурой в коалиции левых партий.
ЭДС включился в политическую жизнь Эфиопии в качестве легальной организации, с 2000 года — политической партии. Председателем ЭДС остался Мангаша Сейюм. В новых условиях ЭДС эволюционировал, приняв либеральную идеологию и республиканскую программу (хотя наиболее ортодоксальные консерваторы и монархисты продолжали вооружённое сопротивление уже новому правительству). Социальной базой остаются крестьяне-собственники Тыграя. В то же время отмечались факты политических преследований активистов ЭДС со стороны правительства Мелеса Зенауи.
В 2003 году ЭДС объединился с Эфиопской демократической партией в Эфиопскую партию демократического единства. Партия выступала с позиций национал-либерализма, экономического либерализма, против сепаратизма, за единство Эфиопии. В 2019, на фоне широкомасштабных политических реформ правительства Абия Ахмеда Али, Эфиопская демократическая партия выступила соучредителем новой оппозиционной партии Граждане Эфиопии за социальную справедливость, во главе которой стал Берхану Нега.
Эмблема ЭДС — факел над щитом с перекрещенными копьями.